# Буроголовая чайка
Буроголовая чайка (лат. Chroicocephalus brunnicephalus) — вид околоводных птиц из семейства чайковых (Laridae). Подвидов не выделяют. Гнездятся на озёрах высокогорных плато Центральной Азии от Таджикистана, где известна большая колония на озере Каракуль, до Ордоса во Внутренней Монголии в Китае. Мигрирующий вид, зимующий на побережьях и больших внутренних озёрах тропической Южной Азии. Как и в случае со многими чайками, её ранее традиционно относили к роду Larus.
Буроголовая чайка гнездится колониями в больших зарослях тростника, на болотах или на островах на высокогорных озёрах, гнезда строит на земле. Как и большинство чаек, она очень общительна и в период зимовки, как при питании, так и в вечерних скоплениях. Это не пелагический вид, и её редко можно увидеть в море вдали от берега.
Она не избирательна в выборе корма, легко переходит на питание отбросами в городах или на сбор беспозвоночных с пашен.
Буроголовая чайка немного больше озёрной. Летом у взрослых птиц голова имеет бледно-коричневую окраску, в полёте легче, чем озёрная чайка, у неё бледно-серая мантия, красный клюв и ноги. Чёрные кончики маховых перьев крыла имеют заметные белые «зеркальца». Подкрылья серые с чёрными кончиками у первостепенных маховых. Коричневый «капюшон» исчезает на зиму, оставляя только тёмные вертикальные полоски.
Представители этого вида достигают половозрелости через два года после появления на свет. На второй год жизни у птиц сохраняется тёмная перевязь на хвосте у концов рулевых перьев, она более тёмная, чем чёрные области в маховых. Летом у птиц этого возраста менее однотонный «капюшон», чем у птиц, приступивших к размножению.
Это шумный крикливый вид, особенно в колониях.